# Polnisch-serbische Beziehungen
Die Polnisch-serbische Beziehungen sind die außenpolitischen Beziehungen zwischen Polen und Serbien. 
Die polnisch-serbische Beziehungen reichen bis ins Spätmittelalter und kamen meist über das Königreich Ungarn zustande. Elisabeth von Kujawien heiratete den bosnischen Ban Stjepan II. Kotromanić. Ihre gemeinsame Tochter Elisabeth von Bosnien war Königin von Ungarn und Polen. Auch die zum polnischen König gekrönte Hedwig von Anjou hatte serbische Wurzeln. Im 15. Jahrhundert nahmen polnische Ritter an Kämpfen gegen das osmanische Reich auf dem Balkan teil. König Wladislaus und der bekannte Ritter Zawisza der Schwarze fielen auf dem Balkan. Später kamen die polnisch-litauischen Jagiellonen auf den ungarischen Königsthron. Ihr Machtbereich grenzte an das damals bereits zum osmanischen Machtbereich gehörende Serbien. Viele Polen sympathisierten mit dem Freiheitskampf der Serben im 19. Jahrhundert. 
Nach dem Ersten Weltkrieg hatte die Zweite Polnische Republik gute Beziehungen zu Jugoslawien. Im Zweiten Weltkrieg wurden beide Staaten vom Deutschen Reich besetzt. Nach dem Zweiten Weltkrieg gestalteten sich die Beziehungen schwierig, da Polen im Einflussbereich der Sowjetunion blieb, während Jugoslawien sich aus ihm befreien konnte. Nach dem Zerfall von Jugoslawien nahm Polen diplomatische Beziehungen zu Serbien auf. Nach dem Ende des Kalten Krieges trat die Dritte Polnische Republik der EU und der NATO bei, Serbien bemüht sich um die Aufnahme in beide Staatenbünde. Die Beziehungen sind freundschaftlich jedoch nicht frei von Spannungen, da Polen die Unabhängigkeit des Kosovo anerkannt hat.
Polen besitzt eine Botschaft in Belgrad. Serbien hat eine Botschaft in Warschau.